# Хоенцириц
Хоенцириц (њем. Hohenzieritz) општина је у њемачкој савезној држави Мекленбург-Западна Померанија. Једно је од 53 општинска средишта округа Мекленбург-Штрелиц. Према процјени из 2010. у општини је живјело 522 становника. Посједује регионалну шифру (AGS) 13055032.

## Географски и демографски подаци
Хоенцириц се налази у савезној држави Мекленбург-Западна Померанија у округу Мекленбург-Штрелиц. Општина се налази на надморској висини од 85 метара. Површина општине износи 20,2 km². У самом мјесту је, према процјени из 2010. године, живјело 522 становника. Просјечна густина становништва износи 26 становника/km².